# Jean-Jacques d'Ortous de Mairan
Jean-Jacques d'Ortous de Mairan, född 26 november 1678 i Béziers, död 20 februari 1771 i Paris, var en fransk naturfilosof (fysiker). Mairan förlorade han sin far, François d'Ortous, när han var fyra år gammal och sin mor tolv år senare vid sexton års ålder. De Mairan valdes in i många vetenskapliga sällskap och gjorde viktiga upptäckter inom olika områden, inklusive antika texter och astronomi. Hans observationer och experiment var startpunkten för vad som nu är känt som studiet av biologiska dygnsrytmer. De Mairan dog av lunginflammation i Paris den 20 februari 1771, vid en ålder av 92 år.